# Gouverneur général des Bahamas
Le gouverneur général des Bahamas (en anglais : Governor-General of the Bahamas) est le chef de l'État de facto des Bahamas, royaume du Commonwealth situé dans l'océan Atlantique, au large des côtes de Floride et de Cuba. Il représente le chef de l'État de jure, le monarque des Bahamas.

## Liste des gouverneurs généraux des Bahamas
| #  | Nom                      | Portrait                 | Dates du mandat    | Dates du mandat    | Nommé par    |
| #  | Nom                      | Portrait                 | Début              | Fin                | Nommé par    |
| -- | ------------------------ | ------------------------ | ------------------ | ------------------ | ------------ |
| 1  | Sir Milo Butler          | Illustration manquante   | 31 juillet 1973    | 22 janvier 1979    | Élisabeth II |
| 2  | Sir Gerald Cash          | Illustration manquante   | 22 janvier 1979    | 25 juin 1988       | Élisabeth II |
| 3  | Sir Henry Milton Taylor  | Illustration manquante   | 26 juin 1988       | 1er janvier 1992   | Élisabeth II |
| 4  | Sir Clifford Darling     | Illustration manquante   | 2 janvier 1992     | 2 janvier 1995     | Élisabeth II |
| 5  | Sir Orville Turnquest    | Sir Orville Turnquest    | 3 janvier 1995     | 13 novembre 2001   | Élisabeth II |
| 6  | Dame Ivy Dumont          | Illustration manquante   | 13 novembre 2001   | 1er décembre 2005  | Élisabeth II |
| -  | Paul Adderley (intérim)  | Illustration manquante   | 1er décembre 2005  | 1er février 2006   | Élisabeth II |
| 7  | Arthur Dion Hanna        | Arthur Dion Hanna        | 1er février 2006   | 14 avril 2010      | Élisabeth II |
| 8  | Sir Arthur Foulkes       | Sir Arthur Foulkes       | 14 avril 2010      | 8 juillet 2014     | Élisabeth II |
| 9  | Dame Marguerite Pindling | Dame Marguerite Pindling | 8 juillet 2014     | 28 juin 2019       | Élisabeth II |
| 10 | Sir Cornelius Smith      | Sir Cornelius Smith      | 28 juin 2019       | 1er septembre 2023 | Élisabeth II |
| 11 | Dame Cynthia Pratt       | Illustration manquante   | 1er septembre 2023 | en cours           | Charles III  |